# Gleeson

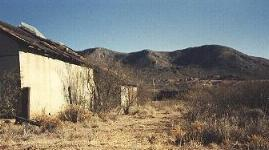
Gleeson

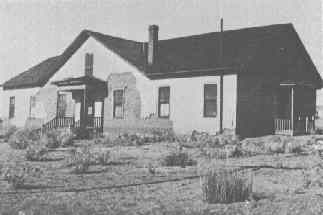
Szpital w 1925 roku

Gleeson – opuszczone miasto w hrabstwie Cochise na południowym wschodzie stanu Arizona. Znajduje się na wschodnich zboczach Dragoon Mountains. Powstało w 1900 roku, kiedy John Gleeson zrealizował postulat górników, by utworzyć Copper Belle Mine (Kopalnia Pięknej Miedzi). Później założono urząd pocztowy. 15 października 1900 r. liczba mieszkańców wyniosła 500. Większość pracowała w branży górniczej. Wydobywano miedź, w mniejszym stopniu srebro i cynk.
Gospodarka była szczególnie opłacalna w czasie I wojny światowej. Produkcja ustała w roku 1930. 31 marca tego samego roku zamknięto pocztę.
Mimo że w Gleeson mieszka kilka rodzin, nazywane jest ono miastem duchów we wszystkich przewodnikach. Turyści mogą zwiedzić ruiny szpitala, saloonu, więzienia, szkoły. Cmentarz jest po zachodniej stronie w drodze do Tombstone (ang. płyta nagrobkowa).